# Beecher Bay First Nation

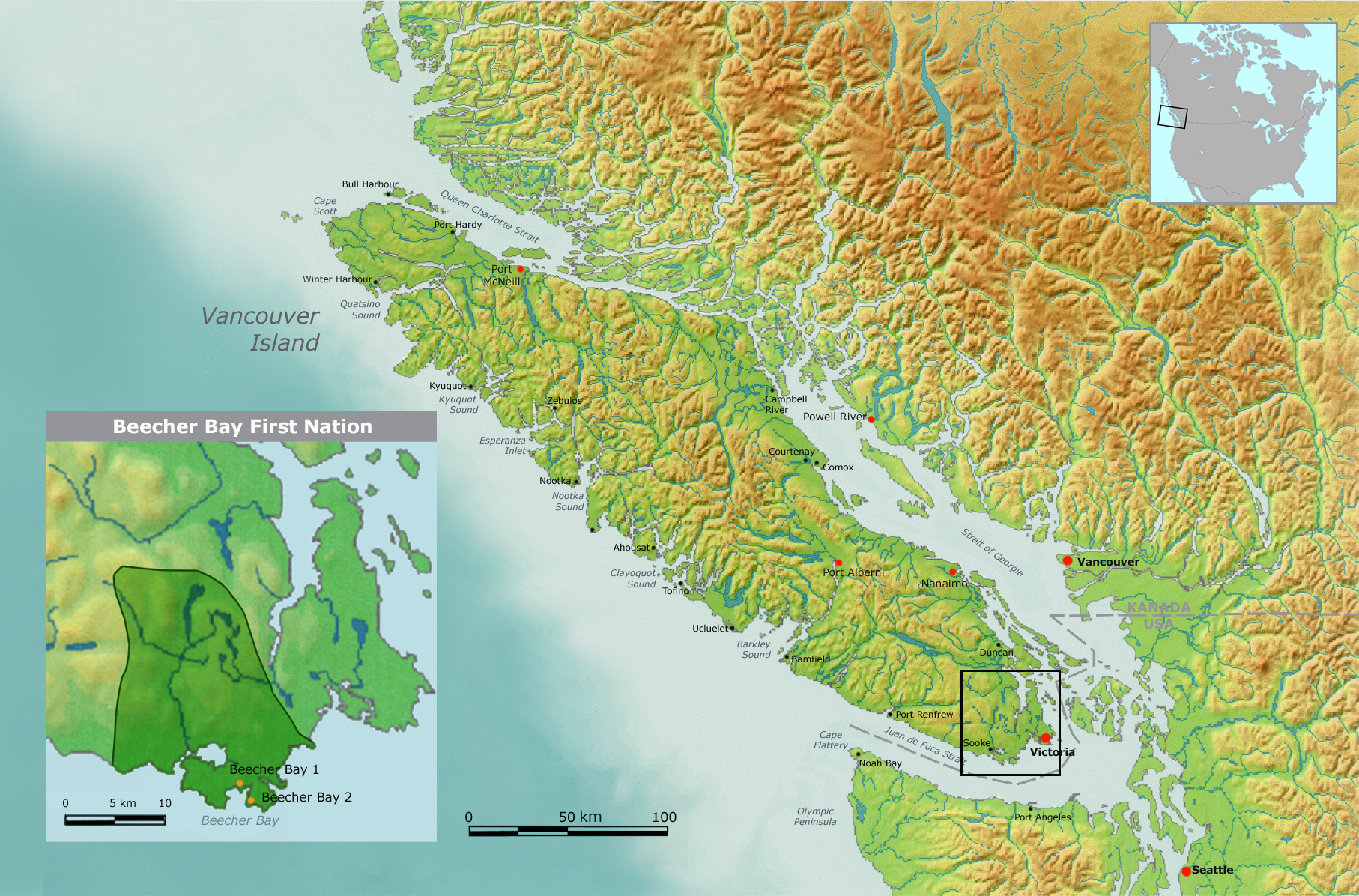
Traditionelles Territorium der Beecher Bay First Nation auf Vancouver Island

Die Beecher Bay First Nation (selten Becher Bay) oder Scia'new First Nation ist eine der kanadischen First Nations in der Provinz British Columbia und gehört zur Gruppe der Küsten-Salish. Die Angehörigen der First Nation leben als einer der 19 Salish-Stämme auf Vancouver Island im Südwesten der Insel -  an der namengebenden Beecher Bay. Sie sind einer der vier Stämme der Klallam, doch leben die anderen drei im US-Bundesstaat Washington, genauer gesagt auf der Olympic Peninsula. Im Oktober 2009 erkannte das Department of Indian Affairs and Northern Development 234 Menschen als Angehörige des Stammes an, im Juli 2019 waren es 262.

## Geschichte
- s. a. Geschichte der Küsten-Salish

### Frühgeschichte
Das Siedlungsgebiet der vier Klallam-Stämme lag an den Küsten, nur wenige Dörfer lagen landeinwärts. Die Dörfer, die zum Teil nur saisonal bewohnt wurden, betrieben einen intensiven Handel. Dieser wurde, wie überall an der Westküste, überwiegend auf Kanus bewältigt, wobei auch die Kanus selbst Handelsobjekte darstellten.

### Kontakt mit Europäern
Robert Duffin war wohl im Juli 1788 als erster Europäer im Gebiet der Beecher-Bay-Leute. Der Besuch des Schiffs unter Führung des Spaniers Manuel Quimper im Juli 1790 schleppte wohl die erste Pockenepidemie, zumindest bei den Lower Elwha Klallam ein, denn 2005 fanden sich mindestens 335 Skelette.
Die ersten Kontakte mit Europäern brachten also Epidemien wie Pocken, aber auch Masern, Grippe usw. So schätzte die Hudson’s Bay Company die Zahl der Klallam 1845 auf 1760, zehn Jahre später nur noch auf 926. Ihre Verwandten in den USA fielen 1862 erneut einer Pockenepidemie zum Opfer, in einer Phase, in der sich die US-Behörden noch unschlüssig waren, wie sie sie in ein Reservat abschieben könnten. Außerdem stieg der Druck seitens der neuen Siedler, so dass es zur Aufspaltung des Stammes kam (s. Klallam).
1877 wurde ihnen das Reservat zugewiesen. 1881 zählten die Klallam in der Beecher Bay nur noch 75 Menschen. Ihr Häuptling war Kla-a-hum, der zu dieser Zeit 50 Jahre alt war. Quit-ka mum war ihr Medizinmann („medicine man“). 12 Männer gaben an Fischer zu sein, 7 Farmarbeiter. Die 23 Familien waren für die Verhältnisse der Zeit eher klein und umfassten maximal sechs Mitglieder.
Als die McKenna-McBride-Kommission ab 1913 die Reservate aufsuchte, bestimmte sie, dass von den drei Reservaten der Beecher Bay eines aufgelöst werden sollte. Reservat Nr. 1 mit 502 Acre, und Nr. 2 mit 235 Acre sollten weiterhin bestehen, Nr. 3 - am Creyke Point gelegen - sollte eingezogen werden. Reservat Nr. 4, Wolf Island, wurde ebenfalls eingezogen, weitere winzige Reservate, wurden bestätigt.
Es handelte sich im Einzelnen um
- No. 5 - Lamb Island (0,50 Acre);
- No. 6 - Fraser Island (14)
- No. 7 - Village Island (3)
- No. 8 bis 10, weitere, namentlich nicht bezeichnete Inseln von 2, 4 und 1 Acre Fläche. Rechtskraft erhielten diese Vorschläge der Kommission erst 1923.

## Reservate
Die Beecher Bay verfügen heute über acht Reservate. Die größten sind Beecher Bay 1 und 2 mit 202,7 bzw. 95,1 ha. Fünf weitere liegen auf Inseln in oder vor der Bucht, genauer auf Lamb Island (0,2 ha), Fraser Island (5,7 ha), Village Island 7 umfasst drei Inselchen mit zusammen 1,2 ha, Whale Island 8 auf Bedford Island (0,8 ha),  Long Neck Island 9 auf der Large Bedford Island (1,6 ha), schließlich Twin Island am Eingang der Parry Bay (0,4 ha).
Im August 2009 zählte man 237 Stammesangehörige, von denen 106 im Reservat leben, 7 in anderen Reservaten und 124 außerhalb, im April 2016 waren dies 102, 11 bzw. 141.

## Aktuelle Situation
Burt Charles, Häuptling der Scia'new First Nation, forderte im Jahr 2000 dazu auf, die Mi’kmaq in ihrem Kampf um Fischereirechte zu unterstützen. Dabei ging er auf Lachsfang, ohne sich um Verbote zu kümmern. Auch die Angehörigen der Te'mexw Treaty Association, zu denen neben den Beecher Bay die Malahat, Nanoose, Songhees und T'sou-ke gehören, gingen demonstrativ zum Fischfang. Die benachbarten T'sooke verkauften ihre Meeresfrüchte sogar öffentlich.